# تدروس ادهانوم
تدروس ادهانوم قبریسوس (به امهری: ቴዎድሮስ አድሓኖም ገብረኢየሱስ) (به انگلیسی: Tedros Adhanom Ghebreyesus) یک سیاستمدار اتیوپیایی است که از سال ۲۰۱۷ دبیرکل سازمان جهانی بهداشت است. او در دولت اتیوپی از ۲۰۰۵ تا ۲۰۱۲ به عنوان وزیر بهداشت و از ۲۰۱۲ تا ۲۰۱۶ به عنوان وزیر امور خارجه فعالیت می‌کرد.

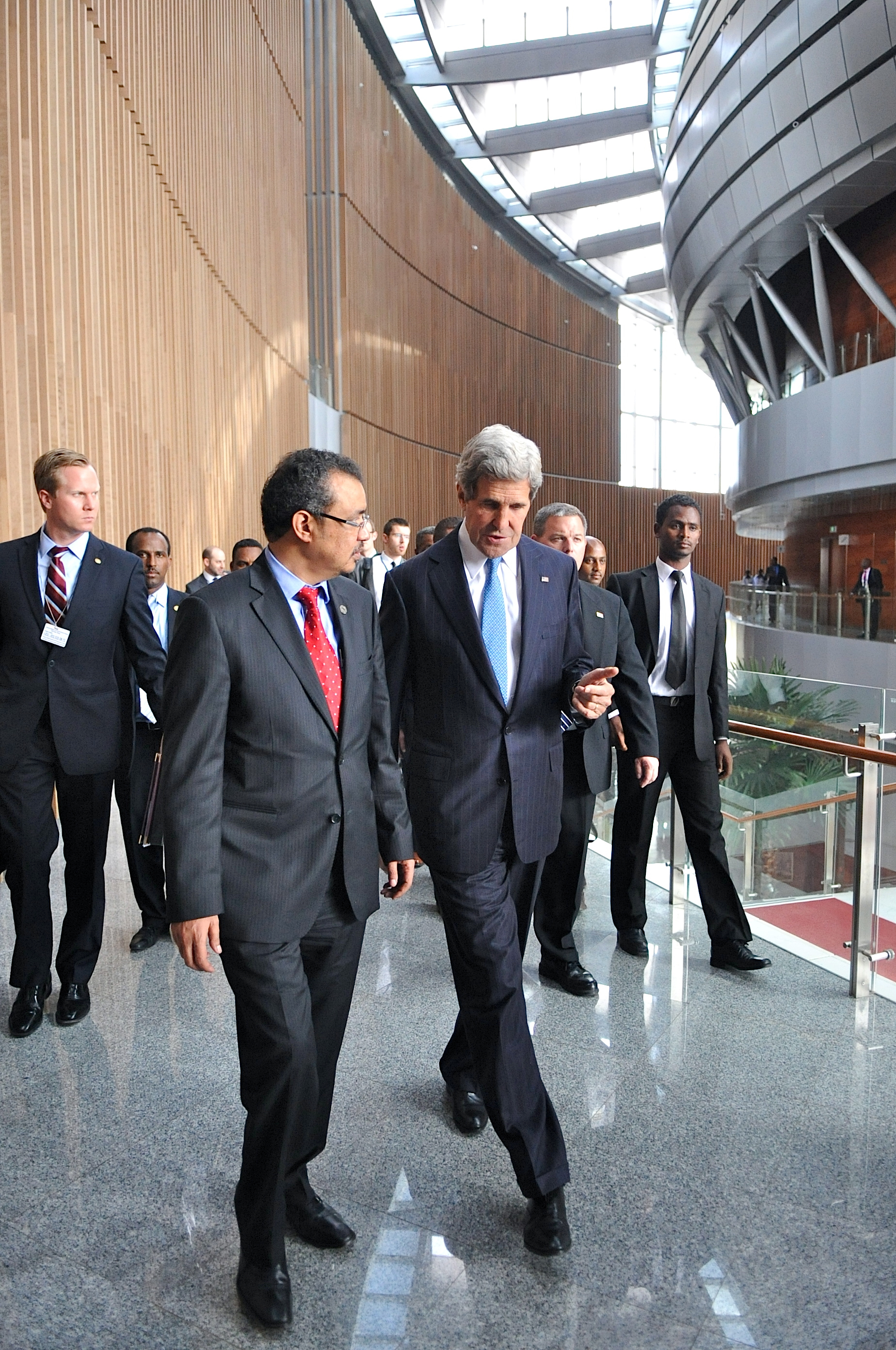
تدروس همراه با جان کری وزیر امور خارجه آمریکا در پنجاهمین اجلاس اتحاد آفریقا.

## زندگی‌نامه
تدروس ادهانوم در یک خانواده فقیر اتوپیایی متولد شد و درحالی‌که هفت سال داشت به دلیل نداشتن سیستم درمانی کارآمد در کشورش شاهد مرگ برادر ۵ ساله خود در اثر بیماری بوده‌است. مرگ برادر کوچک انگیزه‌او برای فعالیت در حوزه بهداشت بود.
از دهه نود میلادی در بریتانیا در زمینه بیماری‌های عفونی در دانشگاه تحصیل کرد و در رشته بهداشت عمومی دکترا گرفت. بین سالهای ۲۰۰۵ تا ۲۰۱۲ در مقام وزیر بهداشت و درمان اتیوپی به اصلاح سیستم درمانی کشورش پرداخت و طی هفت سالی که وزیر بهداشت بود هزاران مرکز درمانی جدید در اتیوپی برپا کرد و شمار مدارس عالی پزشکی در اتیوپی از سه به سی و سه ارتقا یافت و شمار پزشکان در این بازه زمانی رشد چشمگیری پیدا کردند.
او از ۲۰۱۲ تا ۲۰۱۶ در سمت وزیر امور خارجه اتیوپی خدمت کرد.

## ریاست سازمان جهانی بهداشت

### منازعه حماس و اسرائیل
در ۲۹ اکتبر ۲۰۲۳، تدروس ادهانوم گزارش‌های هلال احمر فلسطین مبنی بر دریافت هشدار تخلیه فوری بیمارستان قدس را «عمیقاً نگران‌کننده» توصیف کرد. وی هرگونه اقدام برای بمباران بیمارستان را «عمیقاً نگران‌کننده» توصیف کرد.
وی بار دیگر تاکید کرد که تخلیه بیمارستان های پر از بیماران بدون به خطر انداختن جان آنها غیرممکن است. 
تدروس ادهانوم در شبکه اجتماعی ایکس گفت که او "کاملاً از گزارش‌هایی مبنی بر حمله به آمبولانس‌هایی که بیماران را تخلیه می‌کنند، شوکه شده است" و افزود که بیماران، کارکنان بهداشتی و مراکز پزشکی باید همیشه محافظت شوند.
وی در دسامبر ۲۰۲۳ از محاصره نوار غزه توسط اسرائیل انتقاد کرد و گفت: "تامین مجدد امکانات بهداشتی به شدت دشوار شده است و به دلیل وضعیت امنیتی روی زمین و تامین ناکافی از خارج غزه (وضعیت بهداشتی) عمیقاً به خطر افتاده است."
در ژانویه ۲۰۲۴، تدروس ادهانوم شرایط غزه را "جهنمی" توصیف کرد. او خواستار آتش بس و "راه حل واقعی" برای مناقشه اسرائیل و فلسطین شد.

## زندگی شخصی
وی متأهل است و صاحب ۵ فرزند است. وی یک مسیحی ارتدکس است.